# Товарищ (журнал)
«Товарищ» (ранее — «Сибирский детский журнал») — журнал для детей, издававшийся с 1928 по 1931 год в Новосибирске. Инициатор создания — писатель Георгий Вяткин. Издатель — Сибкрайиздат.

## История
Журнал выпускался Сибкрайиздатом под руководством крайкома ВКЛСМ и Сибкрайоно.
Перед основанием журнала было проведено анкетирование детей («Нужен ли сибирский детский журнал? С этим вопросом мы обратились к самим ребятам и получили несколько тысяч ответов»). Потом вышла статья Антонины Шнайдер «Что и как читать», в которой говорилось: «Судя по полученным от вас анкетам, разосланным по школам, вы все приветствуете создание нашего сибирского детского журнала».
Первый номер «Сибирского детского журнала» вышел 6 февраля 1928 года.
Сначала указывалось, что журнал предназначается «для детей школьного возраста», в сентябре 1929 года на журнале появилась подпись «журнал школьников и пионеров Сибири», в январе 1931 года — «журнал пионеров и школьников Сибири».
С самого начала своего существования издание ориентировалось на журналы «Мурзилка», «Пионер», «Ёж» и «Барабан».
В декабрьском номере 1931 года редакция журнала объявила о его закрытии.

## Содержимое
Издание во многом ориентировалось на «литературу факта», тем не менее такие авторы «Товарища» как В. Зазубрин, В. Итин и Г. Вяткин критиковались в новосибирском журнале «Настоящее» как раз за то, что они придерживались старых литературных традиций.
На страницах журнала печатались произведения сибирских писателей, появлялись также работы знаменитых литераторов: рассказ «Сын коммунара» Ильи Эренбурга, отрывки из работ Максима Горького и т. д.
Журнал регулярно обращался к читателям с просьбой присылать свои заметки, рассказы и очерки, редакция писала: «Нам нужна ваша жизнь, жизнь вашей школы, вашей пионерской организации, вашей деревни и города».
Постепенно «Товарищ» все настойчивее призывал к политической активности.

### Художественные произведения

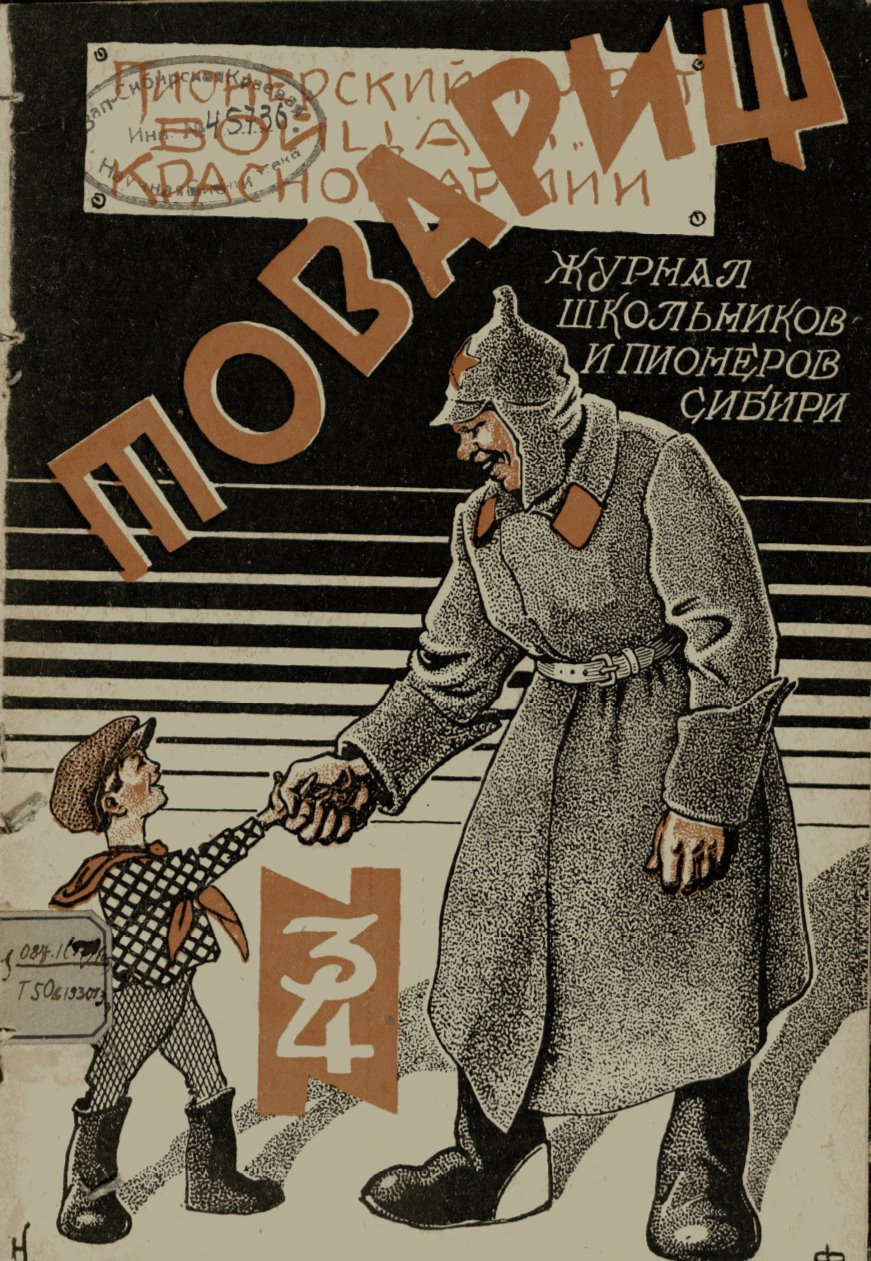

В первом номере 1929 года на начальную страницу был помещён фотопортрет Владимира Ленина в траурной рамке и подпись: «Исполнилось 5 лет со дня смерти величайшего вождя трудящихся всего мира — Владимира Ильича Ульянова-Ленина. Будем чтить его память, исполняя его заветы». Далее следовала пьеса Н. Клеандрова «Ленин умер», действие которой происходит в комнате с пионерами, из их беседы выясняется, что сейчас состоятся похороны вождя (Встаньте все!.. Сейчас опускают в могилу тело великого вождя рабочего класса Владимира Ильича Ульянова-Ленина). На протяжении всей пьесы один из пионеров сочиняет стихи, которые в конце произведения исполняются всеми участниками как траурный марш.
Также в этом номере был напечатан рассказ Авенира Шнейдера «Митька и Лёнька», посвящённый двум беспризорникам, они живут на улице и занимаются воровством, но затем устраиваются на работу в мастерскую игрушек и, тем самым, кардинально меняют свою жизнь:

Раз Ленька встретил на улице Мишку, глаза его впали, лицо было бледно.
— Мишка, пойдем к нам, там так хорошо и не нужно воровать, — сказал Ленька.

— Ежели принимают — иду! — твердо сказал Мишка, и оба побежали в мастерскую.
Данный рассказ стал своего рода «рекламой» действительно существовавшей в Новосибирске мастерской по выпуску игрушек, в которой трудились беспризорники. Учреждение было создано для социальной реабилитации этих детей. Примечательно, что среди игрушек, изготовленных беспризорными детьми, встречались куклы, облик которых был скопирован с обложки первого номера журнала с изображением хоровода детей, одетых в разные национальные костюмы.

### Научно-популярные работы
В журнале появлялись также познавательные и научно-популярные работы: статьи «Мамонтова кость» Б. Митропольского (№ 2, 1929), «Через 10 лет полетим на Луну» Г. Андреевича (№ 11-12, 1929), «Стальные птицы» неизвестного автора (№ 12, 1930). Однако со временем количество подобных статей сокращается, а вместо них публикуются сообщения об исполненных наказах, очерки про сибирские заводы, сведения о различных собраниях и слетах.

### Головоломки
В «Товарище» была развлекательная рубрика с ребусами и шарадами, в них были скрыты различные лозунги. К примеру, ребус, в котором была зашифрована фраза «Пионер, будь здоров и будь готов!» (№ 1, 1928), или задание «Мудрёные дощечки» в № 2 (1928) со скрытым рекламным призывом «Каждый школьник в Сибири должен быть подписчиком первого „Сибирского Детского журнала“».

## Оформление
Журнал отличался большим количеством изображений, в первый год его существования только обложка была цветной, тогда как внутри издания были черно-белые иллюстрации, качество печати было очень низким.
В конце 1928 года «Товарищ» начал использовать цветовую заливку: в 1928 году в № 12 был использован зеленый, в № 3 за 1929 год использовалось уже большее количество цветов, текст печатался синим, иллюстрации и заголовки — оранжевым, синим, черным, зеленым, в № 4 появился и желтый. Цветным журнал оставался до августа 1929 год. Всего было напечатано пять полноцветных номеров «Товарища», после чего тексты издания вновь стали создавать с помощью чёрной типографской краски, иллюстрации же создавались из цветной заливки. Стихи печатались периодически красной и зелёной красками.
В 1931 году изображения журнала стали вновь черно-белыми, лишь оформление обложки оставалось цветным.

## Авторский коллектив
Главным редактором был Г. А. Вяткин, он также был одним из основных авторов издания, печатались его стихи и проза. В числе постоянных авторов журнала — сибирские детские писатели М. А. Кравков и Г. М. Пушкарёв. Здесь печатали свои первые работы поэты И. А. Мухачев, Е. К. Стюарт. С «Товарищем» сотрудничали П. Н. Стрижков, Л. Н. Черноморцев, А. П. Оленич-Гнененко, И. Е. Ерошин и т. д.

## Отзывы
Издание привлекло внимание Максима Горького, который приветствовал его появление.